# スルタン・カーブース・スポーツコンプレックス
スルタン・カーブース・スポーツコンプレックス（アラビア語: مجمع السلطان قابوس الرياضي、英: Sultan Qaboos Sports Complex）は、オマーンの首都マスカットにある多目的スタジアムであり、オマーンの国立競技場である。

## 概要
スタジアムの名称は現在のオマーン国王カーブース・ビン・サイードの名前から採られた。主にサッカーの試合に用いられる。オマーンリーグに所属するオマーンFC、マスカットFCがホームスタジアムとして使用する他、サッカーオマーン代表のホームスタジアムとしても利用される。収容人数は28,000人。
1996年、2009年にはガルフカップの会場として利用された。